# Straßenbauer

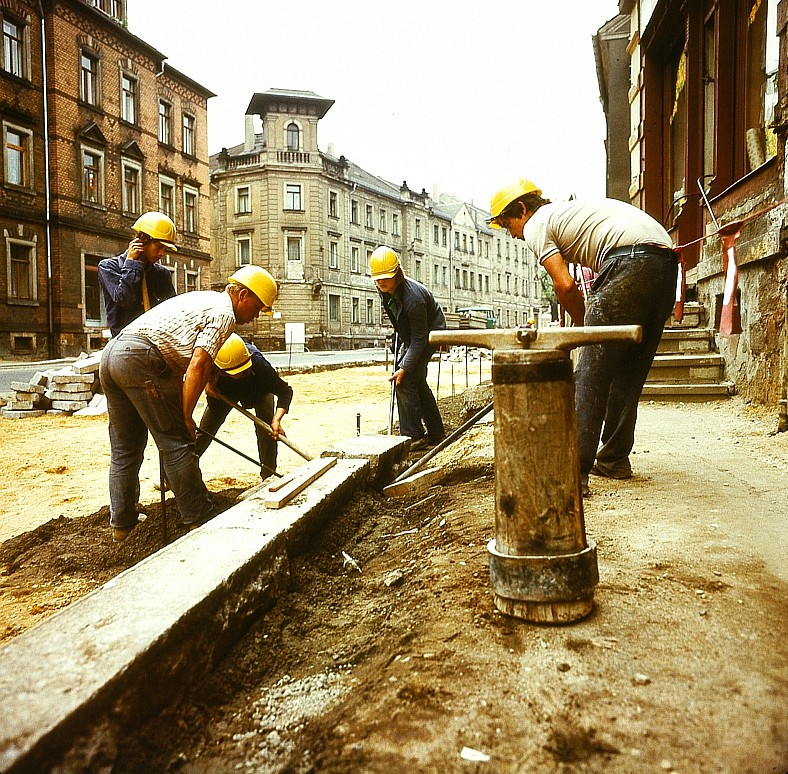
Straßenbauer beim Setzen der Randeinfassung

Straßenbauer ist ein Beruf, der sich mit der Herstellung und Instandhaltung von Straßen, Wegen und Plätzen beschäftigt. Er ist dem Bauhauptgewerbe zuzuordnen und wird im Rahmen einer mehrjährigen Ausbildung erlernt. Anstellung finden Straßenbauer überwiegend in Straßen- und Pflasterbaubetrieben. In Deutschland ist der Beruf dem Berufsfeld Bautechnik, bzw. dem Tiefbau im Speziellen zugeordnet. Es handelt sich bei dem Beruf Straßenbauer um einen anerkannten Ausbildungsberuf in Deutschland, in der Schweiz ist Strassenbauer EFZ ein Grundberuf.

## Tätigkeitsschwerpunkt
Der Tätigkeitsschwerpunkt des Straßenbauers umfasst den Neu- und Ausbau von Straßen und Wegen aller Art sowie deren Instandhaltung. Zu diesem Zweck müssen Erdarbeiten, oftmals auch mit Hilfe von Baumaschinen, durchgeführt werden. Des Weiteren stellt der Straßenbauer die notwendigen Entwässerungseinrichtungen, wie beispielsweise Straßenabläufe und Entwässerungsrinnen, her. Die Straßen- und Wegebefestigung aus Asphalt, Beton oder Pflaster wird entweder von Hand oder mit Hilfe von Maschinen vom Straßenbauer eingebaut.
Neben dem Straßen- und Wegebau kommen Straßenbauer in ähnlichen Bereichen zum Einsatz. Dazu gehören unter anderem das Verlegen von Kabel- und Versorgungsleitungen, etwaige Landschaftsgestaltungsmaßnahmen sowie der Sportplatzbau. Straßenbauer können aber auch mit Deich- und Flussbaumaßnahmen und dem Herstellen von Gleisanlagen beauftragt werden.

## Berufsbildung

### Deutschland
Heute ist der Beruf Straßenbauer in Deutschland ein Ausbildungsberuf nach dem Berufsbildungsgesetz. Das Erlernen des Berufes setzt keinen Schulabschluss voraus; daher bietet er auch jungen Menschen ohne Hauptschulabschluss eine qualifizierte Berufsmöglichkeit.
Die Lehrzeit bis zur Gesellenprüfung dauert im Allgemeinen 36 Monate.
Voraussetzung für eine selbständige Ausübung des Gewerbes sind die Meisterprüfung und der Eintrag in die Handwerksrolle. Der Beruf wird meist in einem Dualen Ausbildung gelehrt. Nach 24 Monaten wird eine Zwischenprüfung gemacht, nach dem bestehen dieser ist der Lehrling automatisch Tiefbaufacharbeiter. Im 1. Lehrjahr wird in der Berufsschule die Grundlagen von Verschiedenen anderen Berufen des Berufsfeldes Bautechnik gelernt. Unter anderem lernt man das Mauern, arbeiten mir Holz, arbeiten im Betonlabor und sonstige Grundlagen.
Der Beruf Straßenbauer wurde 1934 in die Liste der handwerksmäßig betriebenen Gewerbe aufgenommen und im Jahre 1958 als Beruf anerkannt. Vorläuferberuf war der 1939 anerkannte Beruf Pflasterer, der sich wiederum aus dem Beruf des Steinsetzers entwickelt hat. Der Beruf des Pflasterers wurde aufgrund der Veränderungen und Entwicklungen in der Straßenbautechnik in den Beruf des Straßenbauers übertragen und 1957 aufgelöst.

### Schweiz
In der Schweiz ist Strassenbauer/in EFZ ein Grundberuf und schließt nach 3 Jahren mit dem Eidg. Fähigkeitszeugnis ab.  Voraussetzung ist die abgeschlossene Volksschule. Die Ausbildung erfolgt an der Berufsfachschule Verkehrswegbauer in Sursee (Blockkurse mit insgesamt 25 Wochen, durchschnittlich circa 9 Wochen pro Jahr).